# Otto Stelling
Per Otto Stelling, född 13 april 1901 i Malmö, död 16 januari 1979, var en svensk kemist. Han var svärfar till Tom Tscherning.
Stelling disputerade för filosofie doktorsgrad 1938 vid Lunds universitet och var därefter docent vid samma lärosäte 1927–1936. Han var 1944 och 1960–1967 professor i kemisk teknologi vid Kungliga tekniska högskolan och 1944–1960 i teknisk oorganisk kemi. Han invaldes 1945 i Ingenjörsvetenskapsakademien och 1948 i Krigsvetenskapsakademien.